# Châtonnaye
Châtonnaye es una comuna suiza del cantón de Friburgo, situada en el distrito de Glâne. Limita al norte con la comuna de Torny, al sureste con La Folliaz, al sur con Villaz-Saint-Pierre, al suroeste con Villarzel (VD), al oeste con Valbroye (VD), y al noroeste con Trey (VD).